# بنك جورجيا الوطني
بنك جورجيا الوطني هو البنك المركزي لجمهورية جورجيا، ويُحدد وضعه القانوني بموجب دستورالبلاد.
تأسس أول بنك مركزي في جورجيا عام 1919. أما البنك في شكله الحالي، فقد أُعيد تأسيسه سنة 1991. وبحسب الدستور الجورجي، يتمتع البنك بالاستقلال عن سيطرة الدولة، وتتمثل مهمته الرئيسية في الحفاظ على استقرار الأسعار.